# Béthisy-Saint-Pierre
 Béthisy-Saint-Pierre  es una población y comuna francesa, en la región de Picardía, departamento de Oise, en el distrito de Senlis y cantón de Crépy-en-Valois.

## Demografía
| 1994 | 2263 | 2818 | 3034 | 3140 | 3135 |
| Para los censos de 1962 a 1999 la población legal corresponde a la población sin duplicidades (Fuente: INSEE [Consultar]) |      |      |      |      |      |